# Марбо, Жан Фирмин
Жан Фирмин Марбо (фр. Jean Firmin Marbeau; 1798 — 10 октября 1875) — французский филантроп, основатель первых учреждений для маленьких детей, известных под именем «яслей» (créches), предтечи современного детского сада.

## Биография
Жан Фирмин  Марбо родился в 1798 году в городке Брив-ла-Гайард. 
Вёл юридическую практику в Париже, но более всего известен как основатель «яслей», которые открылись в Париже 14 ноября 1844 года. Ясли обеспечивали заботу о маленьких детях и позволяли родителям, относящимся к рабочему классу, совершать трудовую деятельность вне дома. Возникшая популярность подобных заведений во Франции оказала также влияние на развитие дневного ухода в Северной Америке. Марбо написал ряд книг по продвижению концепции детских садов. 
Жан Фирмин Марбо умер в Сен-Клу в 1875 году.

## Сочинения
- «Des Crèches» (1845; 7 изд., 1873),
- «Politique des intérêts» (1834),
- «Etude sur l'économie sociale» (1844; 2 изд., 1873),
- «Du paupérisme en France» (1847).